# Mickey Deans
Michael DeVinko, Jr. (Garfield, 24 de setembro de 1934 - Cleveland, 11 de julho de 2003) foi um músico e empresário estadunidense. Ele foi o quinto e último marido da atriz e cantora Judy Garland.

## Biografia

### Infância
Nascido Michael DeVinko em Garfield, Nova Jersey, em 24 de setembro de 1934, Deans era o caçula de três filhos de Mary e Michael DeVinko. Ele cresceu em uma família de músicos, tocando piano e acordeão.

### Carreira
Deans era dono de discoteca, pianista de jazz e traficante de drogas. Durante os anos 1950 e 1960, ele apareceu na popular casa noturna Jilly's de Nova York. Também trabalhou em Los Angeles, Reno, Miami Beach e Ilhas Virgens. E estava trabalhando como gerente da discoteca Arthur's Tavern quando conheceu Judy Garland.

### Casamento com Judy Garland
Em 1966, Deans conheceu a atriz e cantora Judy Garland em um hotel de Nova York. Um amigo em comum deles pediu a Deans que entregasse um pacote de anfetaminas no quarto de Garland no St. Regis. Ele estava vestido de médico e deu a Garland seu “remédio”. Após três anos de namoro intermitente, eles se casaram em 15 de março de 1969, em Londres. Embora centenas de convidados tenham sido convidados, apenas 50 pessoas compareceram ao casamento. Liza Minnelli, a filha mais velha de Garland, não compareceu ao casamento. Após o casamento, Deans tornou-se empresário de Garland.
Em seu livro Me and My Shadows: Living With the Legacy of Judy Garland, a filha de Garland, Lorna Luft, escreve que quando sua mãe se casou com Deans, ela estava nos estágios finais do vício em drogas prescritas e “estava morrendo na frente de seus olhos”.
Deans encontrou Garland morta na manhã de 22 de junho de 1969. Embora muitos obituários na época afirmassem que ela foi encontrada no chão do banheiro, Deans afirmou que a encontrou sentada no vaso sanitário. A autópsia do legista determinou mais tarde que ela morreu de uma overdose acidental de barbitúricos.

## Anos posteriores e Morte
Após a morte de Garland, Deans teve um relacionamento de quatro anos com Rose Driscoll, e eles adotaram um filho, Richard. Deans mudou-se para Cleveland no final dos anos 1970, onde viveu até sua morte em 2003 de insuficiência cardíaca congestiva. Ele nunca se casou novamente.
Deans morreu em Northfield Center, Ohio, em 11 de julho de 2003, aos 68 anos.

## Cultura popular
Mickey Deans é interpretado por pelo ator Finn Wittrock na cinebiografia Judy: Muito Além do Arco-Íris (2019) de Rupert Goold.